# NK Slavonija Bodovaljci
NK Slavonija je nogometni klub iz Bodovaljaca.
Trenutačno se natječe se u 2. ŽNL Brodsko-posavskoj. 